# Raj (jaskinia)
Jaskinia Raj – wapienna jaskinia krasowa położona w Chęcinach (Góry Świętokrzyskie) w województwie świętokrzyskim na terenie rezerwatu przyrody Jaskinia Raj, 11 km na południowy zachód od Kielc. Wyróżnia się wyjątkowo bogatą, różnorodną i dobrze zachowaną szatą naciekową; obok Jaskini Niedźwiedziej w Sudetach należy do unikatowych w Polsce obiektów krasowych. Jest udostępniona dla ruchu turystycznego.

## Informacje ogólne
Jaskinia Raj znajduje się w obrębie wychodni wapieni dewońskich, budujących niewielkie wzniesienie Malik (też Molik, Malek) o wysokości około 270 m n.p.m. Wymienione wzgórze leży w Pasmie Bolechowickim, stanowiącym północne skrzydło synkliny gałęzicko-bolechowickiej. Jest to niewielka jaskinia o rozwinięciu poziomym, łączna długość jej korytarzy wynosi 240 metrów.
Długość trasy wycieczkowej wynosi 180 m; zwiedzanie trwa około 45 minut. Zainstalowane jest oświetlenie elektryczne. Zwiedzanie odbywa się pod opieką przewodnika w grupach maksymalnie 15-osobowych. Jaskinię można zwiedzać od 15 stycznia do 15 listopada; w poniedziałki, Święta Wielkanocne, 31 sierpnia oraz 1 listopada jaskinia jest nieczynna.
Wejście do jaskini Raj prowadzi przez pawilon wejściowy, w którym mieszczą się kasy biletowe, kawiarnia i niewielkie muzeum. Wystawa muzealna przedstawia geologię, historię i znaleziska archeologiczne oraz paleontologiczne wydobyte podczas eksploracji jaskini przez ekipy naukowców.
Do jaskini wejście prowadzi przez sztucznie przekopany chodnik o długości 21 metrów. Wewnątrz jaskini panuje stała temperatura, która wynosi ok. 9 °C, a wilgotność wynosi ok. 95%. Trasa wiedzie przez Komorę Wstępną, Komorę Złomisk, dalej przez kolejny przekopany chodnik do Sali Kolumnowej. Po przejściu przez mostek trasa prowadzi przez najbogatszą w nacieki Salę Stalaktytową przez Salę Wysoką i Komorę Wstępną do pawilonu muzealnego i wyjścia. W samej jaskini można obejrzeć różnorodne formy naciekowe, czasem o oryginalnych kształtach, jak stalaktyty, stalagmity, kolumny naciekowe, draperie, perły jaskiniowe, misy martwicowe, jeziorka i „pola ryżowe”. Naliczono łącznie 47 518 form naciekowych, w tym 47 173 stalaktytów. Najwyższy stalagmit mierzy 77 cm, zaś najgrubszy ma 6,27 m obwodu podstawy. Najwyższa kolumna naciekowa (stalagnat) ma 1,95 m wysokości.
W sezonie zimowym jaskinia Raj jest miejscem hibernacji nietoperzy, głównie nocka dużego. Naliczono tu 9 gatunków tych latających ssaków.
Obok jaskini prowadzi  czerwony szlak turystyczny z Chęcin do Kielc.
W 2014 roku jaskinię Raj zwiedziło 94 tys. osób wobec 95.118 w 2013 roku. Jaskinią zarządzał pierwotnie Wojewódzki Ośrodek Sportu, Turystyki i Wypoczynku, obecnym gospodarzem jest Przedsiębiorstwo Turystyczne Łysogóry.

## Historia
Jaskinia utworzyła się w skałach wapiennych, które powstały na dnie płytkiego morza ok. 360 mln lat temu (środkowy dewon). Formowanie się jaskini zachodziło w kilku etapach, głównie pod koniec trzeciorzędu i w czwartorzędzie.
Około 50 tysięcy lat temu jaskinia zamieszkiwana była przez człowieka neandertalskiego. Narzędzia krzemienne odnalezione w różnych warstwach osadów jaskiniowych wskazują na dwukrotne zamieszkiwanie jaskini przez neandertalczyków reprezentujących kulturę mustierską. Jest to jedno z najdalej na północ wysuniętych stanowisk tej kultury w Europie. W osadach jaskiniowych nie odnaleziono żadnych szczątków ludzkich, stwierdzono natomiast obecność zębów i kości dużych ssaków, takich jak niedźwiedź jaskiniowy i brunatny, mamut, hiena jaskiniowa, nosorożec włochaty, piżmowół, żubr pierwotny, renifer, koń, lis polarny. Natrafiono także na liczne szczątki małych kręgowców, głównie gryzoni.
W ciągu ostatnich tysięcy lat wejście do jaskini zostało całkowicie zasypane (co zapewne ochroniło szatę naciekową jaskini).
Dla współczesnych została odkryta w końcu 1963 roku podczas wydobywania przez J. Kopcia i F. Wawrzeńczyka kamienia do celów budowlanych na zboczu wzgórza Malik. Poprzez szczelinę do środka jako pierwsi dostali się czterej kilkunastoletni chłopcy z pobliskiej Sitkówki, którzy dokonali szeregu zniszczeń form naciekowych. Po tym wejście do jaskini zostało zasypane, aby uniknąć wypadków. W 1964 r. podczas letniej praktyki terenowej do jaskini weszło czterech uczniów Technikum Geologicznego z Krakowa (Bohdan Bałdun, Zbigniew Bochajewski, Włodzimierz Łucki i Wojciech Pucek). Kilka dni później wrócili tam z nauczycielką Mirosławą Boczarową. Za każdym razem wejście do jaskini było maskowane, aby zapobiec jej dewastacji. O odkryciu jaskini odkrywcy poinformowali Ryszarda Gradzińskiego z Sekcji Speleologicznej Polskiego Towarzystwa Przyrodników im. Mikołaja Kopernika. Ze względu na niezwykłe walory przyrodnicze oraz dla kontrastu z istniejącymi w okolicach jaskiniami nazywanymi Piekło została nazwana przez odkrywców Raj. W październiku 1964 uczniowie wraz z nauczycielką i R. Gradzińskim przeprowadzili ponowną eksplorację jaskini i wtedy przeprowadzono pierwszą dokumentację fotograficzną oraz plan jaskini.
Po zwiedzeniu jaskini w styczniu 1965 r. przez członków zarządu Sekcji Speleologicznej powiadomiono o niej Państwową Radę Ochrony Przyrody i Wojewódzkiego Konserwatora Przyrody. W numerze 3 „Przeglądu Geologicznego” ukazał się artykuł Mirosławy Boczarowej pt. Odkrycie nowej jaskini w Górach Świętokrzyskich. Po ukazaniu się w kieleckiej prasie informacji o dokładnej lokalizacji jaskini doszło do niekontrolowanego zwiedzania i dalszych zniszczeń. Na podstawie informacji prasowej pracownicy Oddziału Świętokrzyskiego Instytutu Geologicznego odszukali w kwietniu 1965 r. jaskinię i zarządzili zamknięcie szczeliny wejściowej kratą. Jednocześnie podjęte zostały systematyczne badania jaskini, m.in. pierwsze w Polsce stacjonarne badania mikroklimatu jaskini (listopad 1965-listopad 1966). W ich wyniku podano, że wilgotność powietrza w jaskini jest bliska stanu nasycenia (96–100%), a temperatura powietrza jest prawie stała, wahając się w ciągu roku w granicach 6–8 °C.
W 1966 roku podjęto decyzję o udostępnieniu jaskini dla zorganizowanego ruchu turystycznego. Przeprowadzono wiele prac górniczych, aby zabezpieczyć i udostępnić jaskinię dla zwiedzających. W miejscu dawnego wejścia wybudowana została sztolnia prowadząca do jaskini i zabezpieczająca mikroklimat wewnątrz. Wykonano chodniki i szyb wentylacyjny. 5 października 1968 jaskinię uznano za rezerwat przyrody.
W latach 1967–1972 w trakcie trwania prac górniczych, budowlanych i instalacyjnych prowadzących do przygotowania obiektu dla zwiedzających przeprowadzano także badania naukowe archeologiczne, paleontologiczne i geologiczne (m.in. szaty naciekowej).
Od 1972 roku jaskinia udostępniona jest do zwiedzania. Pierwszym kierownikiem i przewodnikiem w jaskini był Tadeusz Dołęgowski.

## Galeria

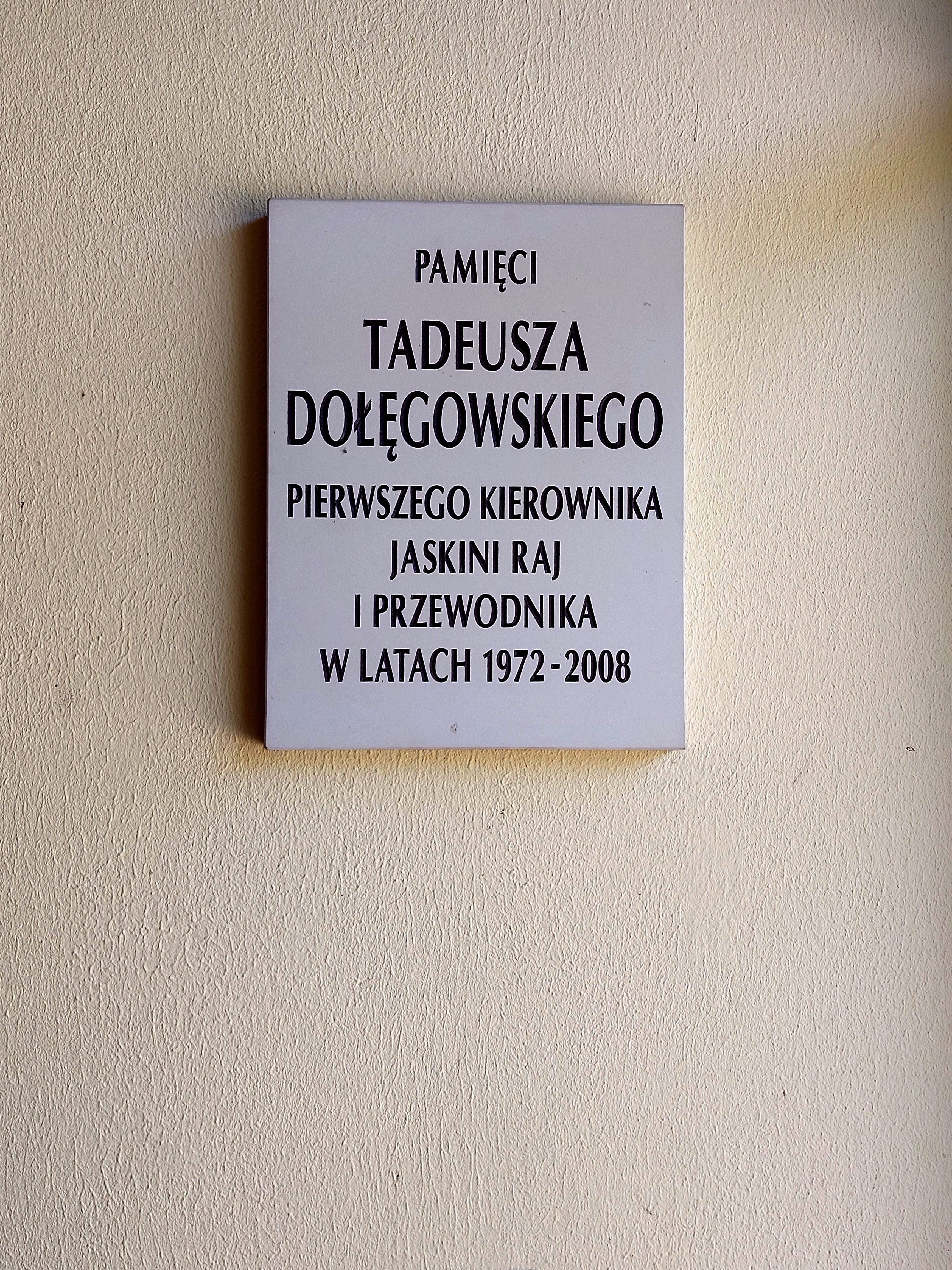
Tablica upamiętniająca Tadeusza Dołęgowskiego przy wejściu do Jaskini Raj
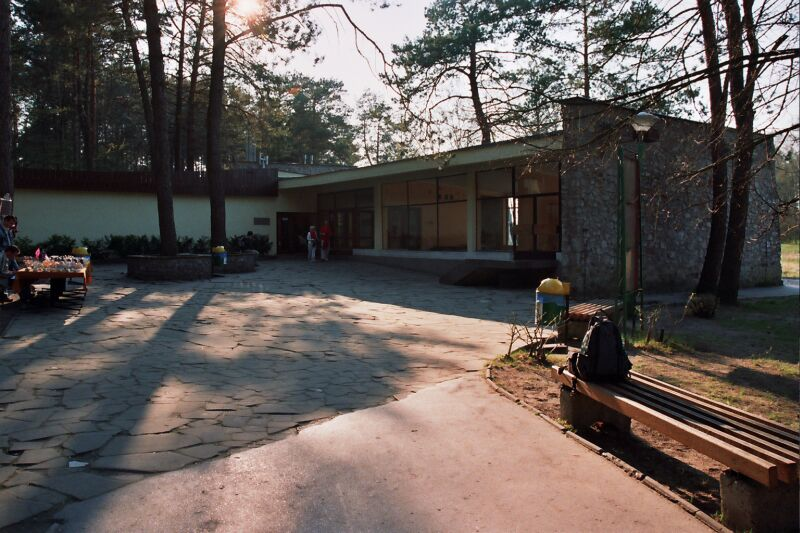
Pawilon wejściowy (2005)
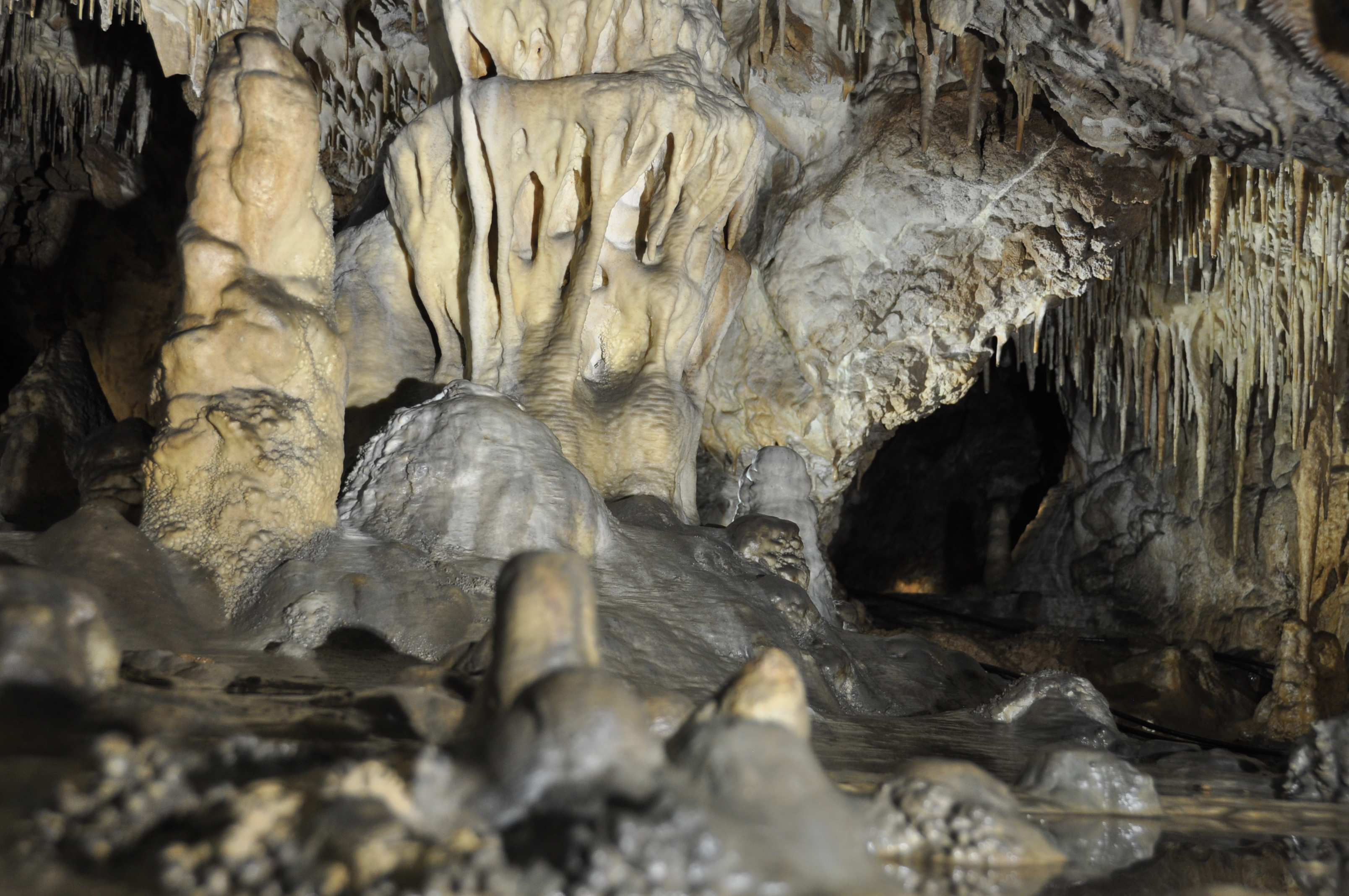
Formacje naciekowe (2020)
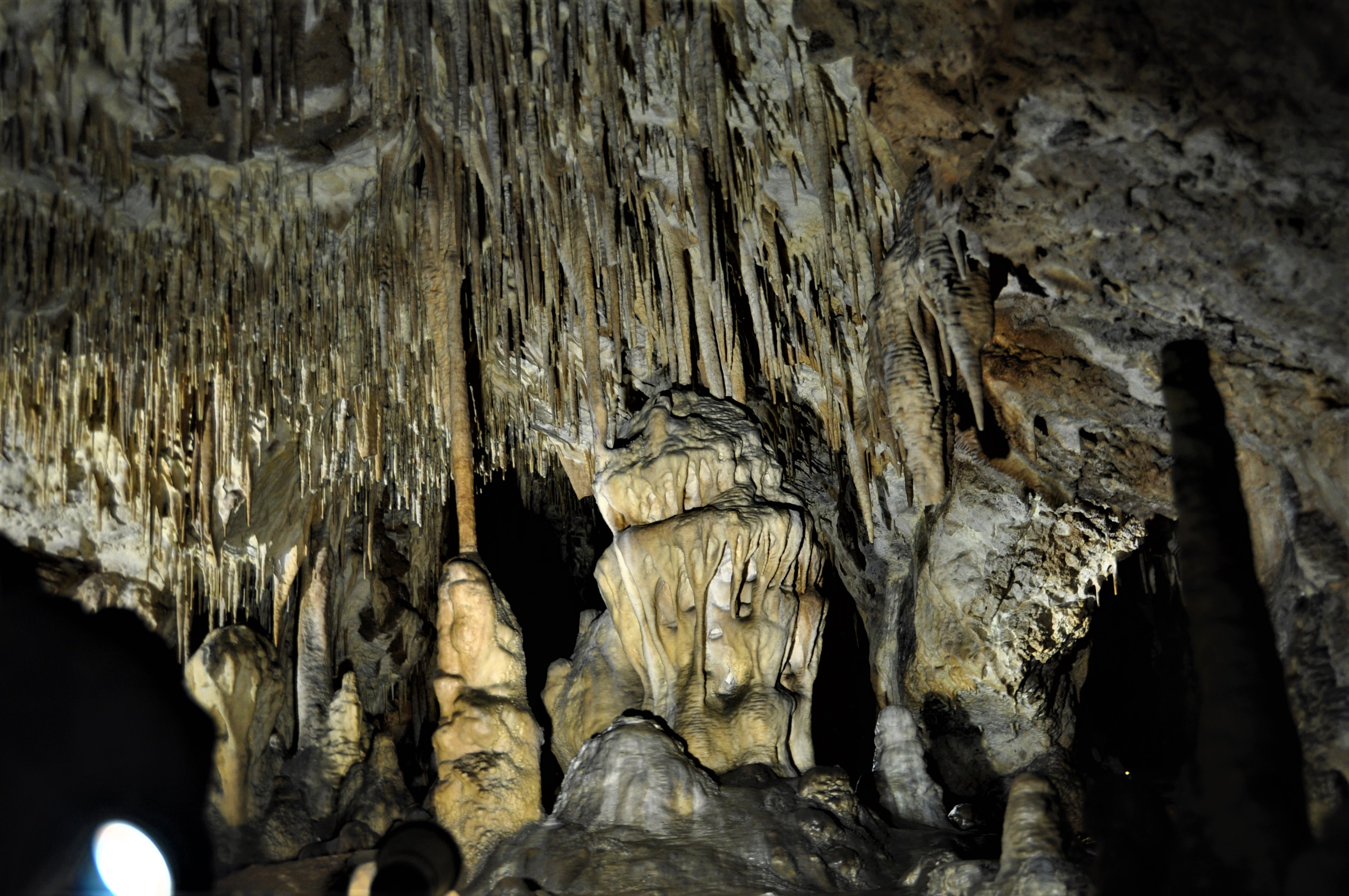
Skupisko stalaktytów (2020)
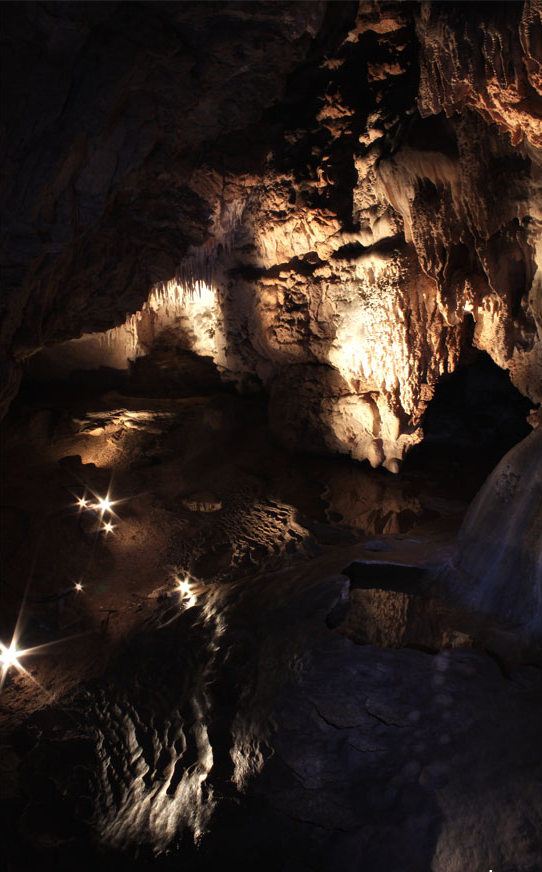
Wnętrze (2010)